# Smelowskia media
Smelowskia media là một loài thực vật có hoa trong họ Cải. Loài này được (W.H. Drury & Rollins) Velichkin miêu tả khoa học đầu tiên năm 1979.